# Sigismund Schilhawsky von Bahnbrück
Sigismund Caspar Schilhawsky Ritter von Bahnbrück, nach dem Adelsaufhebungsgesetz 1919 Sigismund Schilhawsky-Bahnbrück (* 7. April 1881 in Budapest, Ungarn; † 11. August 1957 in Salzburg) war ein österreichischer General der Infanterie, bis 1938 Generaltruppeninspektor und kurzzeitig Oberbefehlshaber des Österreichischen Bundesheeres vor dem Einmarsch der Wehrmacht.

## Leben
Sigismund Schilhawsky war der Sohn des k.u.k. Feldzeugmeisters Josef Schilhawsky (* 1835; † 1904), der 1876 den Orden der Eisernen Krone III. Klasse erhielt und in den Adelsstand als Ritter von Bahnbrück aufgenommen wurde. Sein Bruder Oberstleutnant Richard Schilhawsky von Bahnbrück (* 1879; † 1960) wurde Kommandant des Salzburger Hausregiments Erzherzog Rainer Nr. 59.
Nach Beendigung der Theresianischen Militärakademie in Wiener Neustadt ging er im Jahr 1901 als Leutnant zum Tiroler Jägerregiment Nr. 4. Nach Absolvierung der Generalstabsausbildung an der k.u.k. Kriegsschule in Wien kam er zum k.k. Ministerium für Landesverteidigung. Im Ersten Weltkrieg wurde er 1915 zum Major befördert und war von Oktober 1915 bis April 1917 Generalstabschef der Infanteriedivision Nr. 17 an der Isonzofront. Schließlich avancierte er zum Italienreferent der Operationsabteilung des Armeeoberkommandos in Baden bei Wien und beendete den Krieg als Oberstleutnant im Generalstab.
1920 wurde er in das Österreichische Bundesheer übernommen, wurde 1923 zum Oberst, 1926 zum Generalmajor im Landesverteidigungsministerium befördert und übernahm 1928 die Leitung der Heeresverwaltungsstelle Salzburg. Als Abteilungs- bzw. Sektionsleiter kehrte er an das Landesverteidigungsministerium zurück, war ab dem 1. März 1931 Kommandant der Brigade Nr. 2, wurde 1932 Heeresinspektor, 1933 General der Infanterie und 1937 als ranghöchster Offizier des Bundesheeres Generaltruppeninspektor. Mit dem angebotenen Rücktritt des österreichischen Bundeskanzlers Kurt Schuschnigg wurde er von Bundespräsident Wilhelm Miklas am 11. März 1938 mit dem Oberbefehl des Österreichischen Bundesheeres betraut. Eine vom Bundespräsidenten angebotene Kanzlerschaft lehnte er ab. Schuschnigg erklärte seinen Rücktritt im Rundfunk und wies das österreichische Bundesheer an, sich beim Einmarsch deutscher Truppen ohne Gegenwehr zurückzuziehen:

„Österreicher und Österreicherinnen!
....
Der Herr Bundespräsident beauftragt mich, dem österreichischen Volke mitzuteilen, dass wir der Gewalt weichen!
Wir haben, weil wir um keinen Preis, auch in dieser ernsten Stunde nicht, deutsches Blut zu vergießen gesonnen sind, unserer Wehrmacht den Auftrag gegeben, für den Fall, dass der Einmarsch durchgeführt wird, ohne wesentlichen Widerstand, ohne Widerstand sich zurückzuziehen und die Entscheidungen der nächsten Stunden abzuwarten. Der Herr Bundespräsident hat den Herrn General der Infanterie Schilhawsky, den Generaltruppeninspektor, mit der Führung der Wehrmacht betraut. Durch ihn werden die weiteren Weisungen an die Wehrmacht ergehen.
So verabschiede ich mich in dieser Stunde von dem österreichischen Volke mit einem deutschen Wort und einem Herzenswunsch: Gott schütze Österreich!“

In der Folge rückten am 12. März 1938 Soldaten der Wehrmacht, Einheiten der SS-Verfügungstruppe und Polizisten – insgesamt rund 65.000 Mann mit teils schwerer Bewaffnung – unter dem Jubel großer Teile der österreichischen Bevölkerung ein, das Bundesheer unter dem Oberbefehl Sigismund Schilhawskys leistete wie gefordert keinen Widerstand.
Nach dem erfolgten Anschluss Österreichs am 15. März 1938 wurde er in den Ruhestand versetzt. Von der sogenannten Muff-Kommission, die das Offiziers- und Beamtenkorps im nationalsozialistischen Sinn zu „säubern“ hatte, wurde er als Gruppe II „Mittelmäßig belastet“ eingestuft. Er erhielt zumindest das Recht zum Tragen der ehemals österreichischen Uniform zugestanden.
Ende März 1938 übersiedelte er in die Stadt Salzburg, wo er 1957 verstarb und auf dem Stadtfriedhof Maxglan bestattet wurde.

## Familie
Seit 1913 war er verheiratet mit Paula Scholz (* 31. Dezember 1885 in Wien; † 1965), mit der er zwei Kinder hatte:
- Maria Helena Paula Franziska (* 22. August 1917 in Salzburg)[6] und
- Paul Richard Wilhelm Josef (* 9. November 1918 in Salzburg[7]; † 2. Juli 1995 in Paris, Frankreich), Rektor des Mozarteums.[8]

## Ehrungen
Er war u. a. Träger des Komturkreuzes des Österreichischen Verdienstordens (1934).